# Onthophagus dacatrai
Onthophagus dacatrai là một loài bọ cánh cứng trong họ Bọ hung (Scarabaeidae).